# 브라스바사역

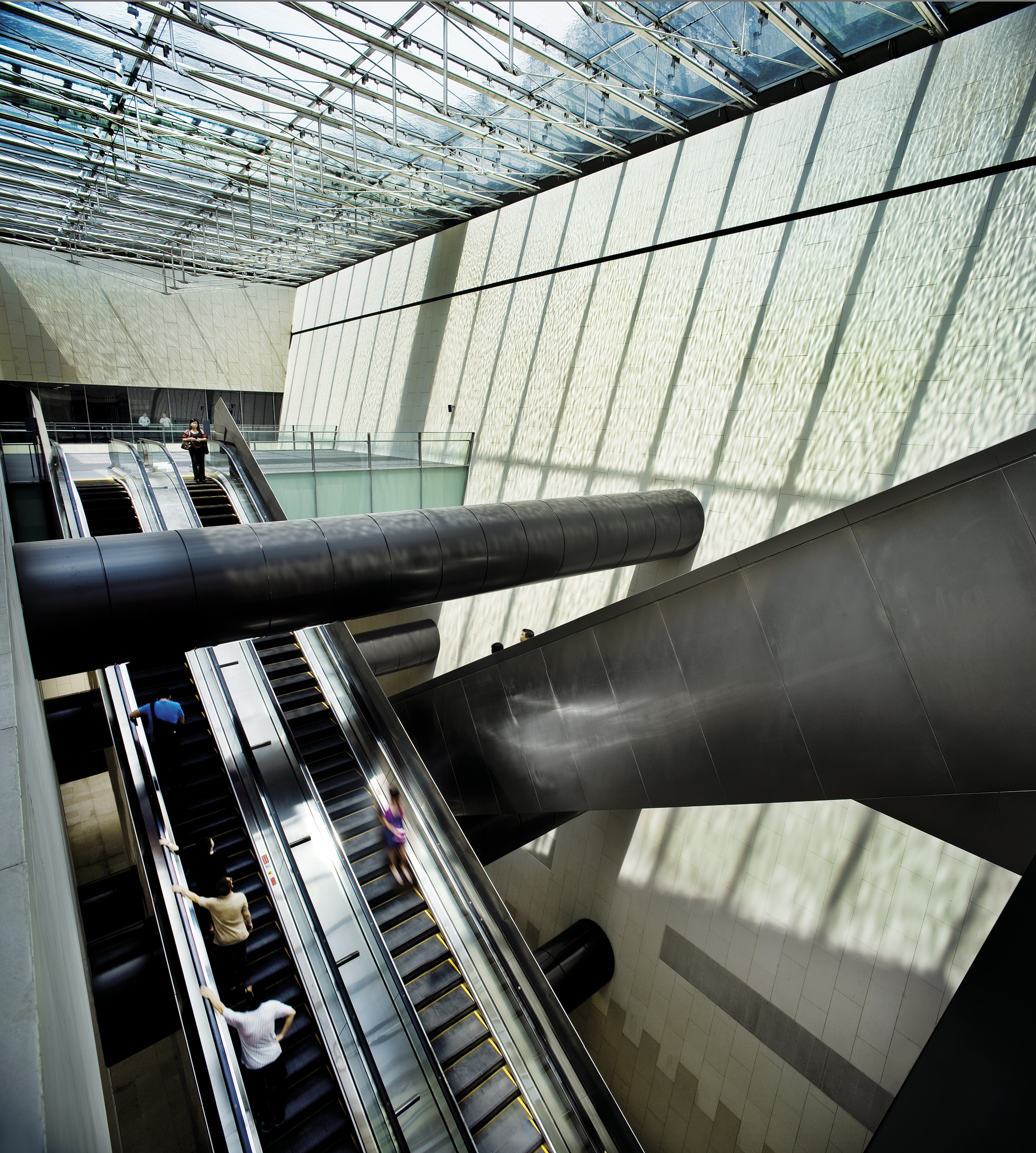

브라스바사역(Bras Basah MRT station)은 싱가포르 박물관 기획 구역에 위치한 싱가포르 MRT 서클선(CCL)의 지하 MRT(Mass Rapid Transit) 역이다. 워털루 스트리트(Waterloo Street)와 퀸 스트리트(Queen Street)와 접해 있는 브라스 바사 로드(Bras Basah Road) 아래에 있다. 싱가포르 경영 대학(SMU) 옆에 위치한 이 역은 싱가포르 국립 박물관, 싱가포르 미술관, 페라나칸 박물관 및 싱가포르 예술 학교와 가깝다. 이 역은 무료 링크를 통해 다운타운선(DTL)의 인근 벤쿨렌역과 연결되어 있다.
처음에는 마리나 MRT 노선의 일부로 뮤지엄역(Museum MRT station)으로 발표되었으나 나중에 CCL 1단계에 통합되었다. CCL 1단계 및 2단계의 다른 역과 함께 이 역은 2010년 4월 17일에 운영을 시작했다. WOHA의 역은 마리나 라인 건축 설계 공모전을 통해 의뢰되었으며 2009년 세계 건축 페스티벌에서 "최고의 교통 건물"을 수상했다. CCL 역에서는 아트 인 트랜싯 비디오 작품 "The Amazing Neverending Underwater Adventures!"을 선보인다.